# (8850) Bignonia
(8850) Bignonia es un asteroide perteneciente al cinturón de asteroides, descubierto el 15 de noviembre de 1990 por Eric Walter Elst desde el Observatorio de La Silla, Chile.

## Designación y nombre
Designado provisionalmente como 1990 VQ6. Se llama así por las Bignoniaceae, la familia de las catalpas, con alrededor de 100 géneros y 700 especies con flores tubulares. Entre ellas se encuentran Bignonia capreolata (flor de trompeta) y Crescentia cujete (calabaza).

## Características orbitales
Bignonia está situado a una distancia media del Sol de 2,991 ua, pudiendo alejarse hasta 3,246 ua y acercarse hasta 2,737 ua. Su excentricidad es 0,085 y la inclinación orbital 10,645 grados. Emplea 1889,79 días en completar una órbita alrededor del Sol.
Pertenece a la familia de asteroides de (221) Eos.

## Características físicas
La magnitud absoluta de Bignonia es 13,03. 